# Stefan Airapetjan
Stefan Airapetjan (em arménio: Ստեֆան Հայրապետյան, romanizado: Stefan Hayrapetyan; Viljandi, Estónia, 24 de dezembro de 1997), conhecido simplesmente como Stefan, é um cantor e compositor estónio-arménio que irá representar a Estónia no Festival Eurovisão da Canção 2022.

## Discografia

### Singles
- "Without You" (2018)
- "Better Days" (2019)
- "We'll Be Fine" (2019)
- "By My Side" (2019)
- "Oh My God" (2020)
- "Let Me Know" (2020)
- "Doomino" (com Liis Lemsalu) (2021)
- "Headlights" (com Wateva) (2021)
- "Hope" (2021)